# Ectopia (album)
Ectopia è il terzo album degli Steroid Maximus. Venne pubblicato nel 2002 dalla Ipecac Records.

## Track list
Tutte le canzoni composte e suonate da J. G. Thirlwell tranne dove precisato.
1. "The Trembler" – 5:23
2. "Seventy Cops" – 4:50
3. "L'espion Qui A Pleure" – 4:16
4. "Naught" (Thirlwell / Jim Coleman) – 4:52
5. "Chain Reaction" – 4:11
6. "Bad Day in Greenpoint" (Thirlwell / Brian Emrich) – 4:17
7. "Aclectasis" – 4:18
8. "Tarmac a Gris Gris" – 3:56
9. "'Pusher' Jones" – 3:49
10. "Wm" – 3:02
11. "Chaiste" – 6:49
12. "Enzymes" – 2:33

## Formazione
- J. G. Thirlwell – Performance, produzione
- Brian Emrich – Presente sulla traccia 6
- Jim Coleman – Presente sulla traccia 4
- Christian Gibbs – chitarra sulla traccia 3
- Steve Bernstein – tromba sulle tracce 2, 8 e 9